# Hadisha (cràter)
Hadisha és un cràter d'impacte en el planeta Venus de 8,9 km de diàmetre. Porta el nom d'un antropònim kazakh, i el seu nom va ser aprovat per la Unió Astronòmica Internacional el 1997.